# Asesinato de Ahmaud Arbery
El asesinato de Ahmaud Márquez Arbery ocurrió el 23 de febrero de 2020. Ahmaud, un ciudadano afroamericano e hispano desarmado de 25 años, recibió un disparo mortal cerca de Brunswick, en Glynn, Georgia, fue asesinado en Holmes Road, en un delito de odio motivado por motivos raciales, mientras hacía "jogging" en Satilla Shores, un vecindario ubicado cerca de Brunswick,  justo antes de entrar en la intersección con Satilla Drive en el barrio de Satilla Shores. Arbery había sido perseguido y confrontado por dos residentes blancos, Travis McMichael y su padre Gregory, que estaban armados y conducían una camioneta. El evento fue grabado en video por un tercer residente de Satilla Shores, William "Roddie" Bryan, quien seguía a Arbery en un segundo vehículo.
El Departamento de Policía del Condado de Glynn dijo que la Oficina del Fiscal de Distrito de Brunswick les aconsejó el 23 de febrero que no hicieran arrestos, mientras que la Oficina del Fiscal de Distrito de Brunswick negó que el Fiscal de Distrito de Brunswick o ella le dieran tal consejo al GCPD. Asistente de Fiscal de Distrito.
El 24 de febrero, el Fiscal de Distrito del Circuito Judicial de Waycross, George Barnhill, que aún no había sido asignado al caso, informó al GCPD que no se deberían realizar arrestos.
Barnhill asumió oficialmente el caso el 27 de febrero. Más tarde, el 2 de abril, Barnhill nuevamente aconsejó al GCPD que no hiciera arrestos, mientras anunciaba su intención de retirarse del caso debido a las conexiones entre Gregory McMichael y el hijo de Barnhill. Barnhill solicitó la recusación el 7 de abril.
El Fiscal de Distrito del Circuito Judicial del Atlántico, Tom Durden, fue designado para el caso el 13 de abril.
A instancias de Gregory McMichael, un abogado local proporcionó una copia del video del tiroteo a WGIG, una estación de radio local, que lo puso en el sitio web de la estación el 5 de mayo.
El video se volvió viral y se publicó también en YouTube y Twitter. En cuestión de horas, Durden dijo que un gran jurado decidirá si se presentarían cargos, y aceptó una oferta del gobernador Brian Kemp para que la Oficina de Investigación de Georgia (GBI) investigase el caso.
El 7 de mayo, el GBI arrestó a los McMichaels y el fiscal de distrito del circuito judicial de Cobb los acusó de homicidio malicioso y asalto agravado. El 21 de mayo, Bryan fue arrestado y acusado de homicidio malicioso y privación ilegal de la libertad.

## Personas involucradas
- Ahmaud Marquez Arbery era un ciudadano estadounidense de 25 años, graduado en la Brunswick High School en 2012. Asistió a South Georgia Technical College durante el otoño de 2012 y la primavera de 2013 para seguir una carrera como electricista. Familiares y amigos dijeron que frecuentemente corría para hacer ejercicio en su vecindario y sus alrededores.[9]
- Gregory McMichael de 64 años, fue identificado como el oficial que inmovilizó anteriormente trabajó como oficial de GCPD de 1982 a 1989, y como investigador de la Oficina del Fiscal del Distrito del Circuito Judicial de Brunswick desde 1995 hasta su retiro en mayo de 2019.[10]
- Travis McMichael, de 34, es el hijo de Gregory McMichael.
- William "Roddie" Bryan, de 50 años, era vecino de los McMichaels. Grabó el disparo a través del vídeo del teléfono celular.[8]

## Vídeos del arresto
William "Roddie" Bryan, un vecino de los McMichaels, grabó un vídeo del incidente, usando su teléfono celular desde su vehículo mientras seguía a Arbery trotando por una calle del vecindario. Desde la perspectiva de la cámara, se ve a Arbery trotar en el lado izquierdo de la carretera cuando se encuentra con una camioneta blanca que se ha detenido en el carril derecho. Gregory McMichael está de pie en la camioneta, mientras que Travis McMichael inicialmente se para junto a la puerta del conductor con una escopeta.
El vehículo de la persona que estaba grabando se detiene detrás de Arbery y la camioneta. Cuando Arbery se acerca a la camioneta, se escuchan gritos. Arbery luego cruza desde el lado izquierdo de la carretera hacia el lado derecho y corre alrededor del lado del pasajero del camión.
Después de pasar el frente del camión, Ahmaud gira a la izquierda. Mientras tanto, McMichael, sosteniendo su escopeta, se acerca a Arbery al frente del camión. La visión de la cámara del enfrentamiento entre Arbery y Travis se bloquea momentáneamente.

## Consecuencias

### Cargos
El 10 de mayo, el fiscal general de Georgia, Chris Carr, dijo que su oficina revisaría cómo la investigación sobre la muerte de Arbery "se manejó desde el principio". A pedido de Carr, el GBI está investigando si el Fiscal de Distrito Johnson o el Fiscal de Distrito Barnhill cometieron mala conducta "posiblemente tergiversando o fallando en revelar información durante el proceso de nombrar a un fiscal de conflicto para investigar" la muerte de Arbery. Carr también pidió una investigación federal sobre cómo los investigadores y las autoridades locales manejaron el caso, incluida la "investigación de las comunicaciones y discusiones por y entre la Oficina del Fiscal de Distrito del Circuito Judicial de Brunswick y la Oficina del Fiscal de Distrito del Judicial de Waycross Circuito relacionado con este caso".
Al día siguiente, el 11 de mayo, el Departamento de Justicia de los Estados Unidos respondió que la División de Derechos Civiles del Departamento de Justicia, el FBI y el Fiscal Federal para el Distrito Sur de Georgia "han estado apoyando y continuarán apoyando y participando plenamente en la investigación estatal". "Estamos evaluando todas las pruebas para determinar si los cargos federales por delitos de odio son apropiados".

### Autopsia
El informe de la autopsia publicado por el GBI determinó que la muerte de Arbery fue un homicidio y que fue causada por tres heridas de bala que sufrió "durante una lucha por la escopeta" que realizó esos disparos. Un disparo hirió la parte superior izquierda del pecho, un otro disparo hirió la parte media inferior del pecho y un tercer disparo provocó una herida de raspado "profunda y abierta" en la muñeca derecha. No había signos de alcohol o drogas en el cuerpo de Arbery.